# Pilot (Tour of Duty)
Pilot is de allereerste aflevering van de Amerikaanse dramaserie Tour of Duty.

## Synopsis
The twelve month period American soldiers were required to serve in Vietnam was known as their tour of duty.

(De 12 maanden periode die de Amerikaanse soldaten moesten dienen in Vietnam was bekend als hun Tour of Duty.)

## Verhaal
Firebase Ladybird, Vietnam, 1967. Midden in de nacht wordt het kamp overlopen door de Vietcong. Als gevolg van de vele doden moet de zeer ervaren Sergeant Zeke Anderson nieuwe rekruten gaan halen bij het hoofdkwartier op Chu-lai. Aangezien hij alleen maar winnaars wil, laat hij alle mannen van een winnend volleybalteam op een rij stellen. Hieruit selecteert hij de soldaten Scott Baker, Alberto Ruiz, Danny Percell en Clyde R. Lawrence voor zijn eigen team. Vlak voordat Anderson en zijn rekruten naar Firebase Ladybird gaan hoort hij iemand mondharmonica spelen. Dit blijkt soldaat Roger Horn te zijn. Ondanks dat Horn aangeeft tegen de oorlog te zijn en nooit een wapen te zullen gebruiken neemt Anderson hem op in zijn team.
Terwijl de vrachtwagens geladen worden met nieuwe rekruten voor Firebase Ladybird ontmoet Sgt. Anderson de 2de Luitenant Myron Goldman, een 21-jarige net afgestudeerd "groentje". Aangekomen op Ladybird meldt Lt. Goldman zich bij de compagnieleider, Kapitein Rusty Wallace. Deze maakt Lt. Goldman leidinggevende van Bravocompagnie, met Sgt. Anderson als teamsergeant. Wanneer de nieuwe rekruten een slaapplek zoeken in de tent van Bravocompagnie ontmoeten ze hun nieuwe teamleden. De ervaren soldaten Marcus Taylor, Marvin Johnson en Randy Matsuda.

## Muziek
| Artiest                     | Nummer                   |
| --------------------------- | ------------------------ |
| Wilson Pickett              | Land of 1000 Dances      |
| Eric Burton and the Animals | When I Was Young         |
| Bob Dylan                   | All Along the Watchtower |

Seizoen 1: Pilot · Notes from the Underground · Dislocations · War Lover · Sitting Ducks · Burn Baby, Burn · Brothers, Fathers, and Sons · The Good, the Bad, and the Dead · Battling Baker Brothers · Nowhere to Run · Roadrunner · Pushin' Too Hard · USO Down · Under Siege · Soldiers · Gray-Brown Odyssey · Blood Brothers · The Short Timer · Paradise Lost · Angel of Mercy · The Hill

Seizoen 2: Saigon: Part 1 · Saigon: Part 2 · For What It's Worth · True Grit · Non-Essential Personnel · Sleeping Dogs · I Wish It Would Rain · Popular Forces · Terms of Enlistment · Nightmare · Promised Land · Lonesome Cowboy Blues · Sins of the Fathers · Sealed with a Kiss · Hard Stripe · The Volunteer

Seizoen 3: The Luck · Doc Hock · The Ties That Bind · Lonely at the Top · A Bodyguard of Lies · A Necessary End · Cloud Nine · Thanks for the Memories · I Am What I Am · World in Changes · Green Christmas · Odd Man Out · And Make Death Proud to Take Us · Dead Man Tales · Road to Long Binh · Acceptable Losses · Vietnam Rag · War Is a Contact Sport · Three Cheers for the Orange, White and Blue · The Raid · Payback